# Predrag Drobnjak
Predrag Drobnjak (* 27. Oktober 1975 in Bijelo Polje, SFR Jugoslawien) ist ein ehemaliger montenegrinischer Basketballspieler. Mit der jugoslawischen Basketballnationalmannschaft wurde Drobnjak zweimal Weltmeister 1998 und 2002 und einmal 2001 Europameister. Zwischen 2001 und 2005 spielte er in der am höchsten dotieren Profiliga NBA in den USA. Nach seiner Rückkehr nach Europa spielte er noch für verschiedene Vereine in Spanien, Serbien, der Türkei und Griechenland.
Nach dem Euroleague-Triumph 1992 von KK Partizan rückte der 17-jährige Drobnjak in den Kader der ersten Mannschaft des Belgrader Vereins auf. Hier konnte der Nachwuchsspieler sich langsam in den Vordergrund spielen. Bei der U22-Europameisterschaft 1996 gewann die jugoslawische Juniorenauswahl zwar nur die Bronzemedaille, gleichwohl wurde Drobnjak als MVP des Turniers ausgezeichnet. Bei dem All-Star Game FIBA EuroStars der besten Spieler der Euroleague war Drobnjak zweimal nominiert, beim ersten Mal 1996 war er gerade mal 21 Jahre alt. Folgerichtig sicherte sich im NBA-Draft 1997 ein NBA-Klub die Rechte an dem Nachwuchstalent; als 49. Spieler insgesamt wurde er von den Washington Wizards ausgewählt.
Zunächst spielte er jedoch weiter in Europa und wechselte nach der WM 1998, in der Drobnjak als Ergänzungsspieler in der jugoslawischen Auswahl nur wenig Spielzeit erhielt, in die Türkei zu dem nach ihrem Sponsor Efes Pilsen benannten Istanbuler Sportklub. Während Drobnjaks dreijähriger Spielzeit für Efes gewann der erfolgreichste türkische Verein der 1990er jedoch nur dreimal die Vizemeisterschaft und einmal den türkischen Pokalwettbewerb 2001. In der einmalig ausgespielten Suproleague, dem Nachfolgewettbewerb des Landesmeisterpokals, erreichte man 2001 den dritten Platz, den man schon in der Vorsaison im noch FIBA Euroleague genannten Wettbewerb erreicht hatte. Bei den Olympischen Spielen 2000 verlor die jugoslawische Nationalmannschaft im Viertelfinale und verpasste eine Medaille. Drobnjak hatte auch hier mit der Konkurrenz älterer und erfahrenerer Kollegen wie Željko Rebrača, Dejan Tomašević und Dragan Tarlać Schwierigkeiten, viele Spielanteile zu bekommen, auch wenn er besser in die Rotation eingebunden war als noch bei der Weltmeisterschaft zwei Jahre zuvor. Bei der EM 2001 war er ein wesentlicher Bestandteil der Mannschaft, die die Goldmedaille im Finale gegen den Gastgeber Türkei gewann.
Anschließend wechselte Drobnjak 2001 in die US-Profiliga NBA, nachdem die Seattle SuperSonics die Rechte an Drobnjak in einem Spielertausch erworben hatten. In seiner ersten Saison noch von der Bank kommend, hatte er in seiner zweiten Saison 2002/03 seine stärkste NBA-Spielzeit, als er als Starting-Five-Spieler in knapp 25 Minuten pro Spiel knapp 10 Punkte pro Spiel erzielen konnte. Bei der WM 2002 in den USA konnten die Jugoslawen ihren Triumph von vor vier Jahren wiederholen, als sie die stark aufspielenden Argentinier in der Verlängerung des Finales niederhalten konnten. Drobnjak musste erleben, wie seine Kollegen Vlade Divac, Dejan Koturović und Dejan Tomašević ihm in der Regel an Einsatzzeit vorgezogen wurden. Bei der EM 2003 schaffte es der Titelverteidiger und Weltmeister erst über ein Elimination Game ins Viertelfinale, wo man dem späteren Titelträger Litauen deutlich unterlegen war. In einer in vielen Mannschaftsteilen erneuerten Mannschaft war Drobnjak ein Stützpfeiler mit knapp 35 Minuten Einsatzzeit pro Spiel bis zum Viertelfinale.
Die Sonics, von 1990 bis 1998 ständig in den Play-offs vertreten, hatten diese 2003 zum dritten Mal seit 1998 verpasst. Beim Umbau der Mannschaft kam auch Drobnjak im September 2003 in einem Spielertausch zum Konkurrenten Los Angeles Clippers, einer NBA-Franchise mit der wohl geringsten Quote an Play-off-Teilnahmen. Drobnjak hatte bei den Clippers einen schweren Stand, da er wieder als Einwechselspieler von der Bank kam und seine Spielanteile auf knapp 15 Minuten sanken. Geglättet auf eine angenommene Spielzeit von 36 Minuten waren seine Leistungen in allen seinen NBA-Spielzeiten aber erstaunlich konstant. Die Olympischen Spiele 2004 verliefen für den Weltmeister Jugoslawien, der nun offiziell als Serbien und Montenegro antrat, wieder enttäuschend. Im Auftaktspiel gelang dem späteren Goldmedaillengewinner Argentinien die Finalrevanche für das verlorene WM-Finale zwei Jahre zuvor und die serbisch-montenegrinische Mannschaft schied nach nur einem Sieg gegen Italien schon nach der Vorrunde aus. Drobnjak wurde in der Zwischenzeit in der NBA über das neue Franchise-Team Charlotte Bobcats zu den Atlanta Hawks getauscht. Bei den Hawks war er in der Saison 2004/05 zwar auch Einwechselspieler, aber als sechster Mann bekam er wieder fast so viel Spielzeit wie bei den Sonics in seiner zweiten Saison als Starter. Die Hawks, die zwischen 1978 und 1999 nur viermal die Play-offs verpasst hatten, waren in jener Spielzeit an ihrem Tiefpunkt angelangt und spielten mit nur 13 Siegen in 82 Saisonspielen die schwächste Spielzeit ihrer Geschichte. Anschließend war für Drobnjak das Kapitel NBA beendet.
2005 wechselte Drobnjak in die spanische Liga ACB zum baskischen Verein TAU Cerámica nach Vitoria-Gasteiz. Nach einem guten Saisonstart, wo er zum MVP des dritten Spieltages ernannt wurde, sanken seine Spielanteile in Konkurrenz zu den südamerikanischen Tiago Splitter und Luis Scola im Frontcourt von Tau Vitoria. Die Mannschaft erreichte als Zweiter der regulären Spielzeit das spanische Meisterschaftsfinale, welches gegen Unicaja Málaga verloren ging. Im spanischen Pokalwettbewerb Copa del Rey gewann man den Titel im Finale gegen Pamesa Valencia. In der höchsten europäischen Spielklasse EuroLeague 2005/06 wurde man nach dem Sieg im Spiel um den dritten Platz gegen Winterthur FC Barcelona beste spanische Mannschaft. Der Zweijahresvertrag von Drobnjak wurde dann im Sommer 2006 vorzeitig beendet. Zur folgenden Spielzeit 2006/07 wechselte er zurück zu KK Partizan nach Belgrad, in der der Verein 2007 erneut die serbische Meisterschaft und erstmals die Adria-Liga gewann. Für die Spielzeit 2007/08 kehrte er zunächst nach Spanien zurück und spielte für den FIBA EuroCup-Gewinner Akasvayu im katalanischen Girona. Nach Verletzungsproblemen wurde sein Vertrag jedoch bereits nach elf Meisterschaftsspielen im Dezember 2007 wieder aufgelöst.
Nur wenige Tage nach Auflösung des Vertrages mit CB Girona unterschrieb Drobnjak einen Vertrag mit Beşiktaş Cola Turka aus Istanbul und kehrte damit wieder in die türkische Hauptstadt zurück. Bereits am 26. Dezember 2007 absolvierte er sein erstes Meisterschaftsspiel  für den späteren Erstplatzierten der regulären Spielzeit. Die Play-off-Halbfinalserie verlor man dann jedoch gegen den Pokalsieger Türk Telekomspor aus Ankara. Auch im Finalturnier Elite Eight des Eurocup 2007/08 scheiterte man knapp mit einem Punkt im Viertelfinale am türkischen Konkurrenten Galatasaray Café Crown. In der folgenden Spielzeit 2008/09 wurde er dann von seinem ehemaligen Verein Efes Pilsen ab Ende November verpflichtet, für die er aber nur in der EuroLeague 2008/09 vier Spiele bestritt. In der Saison 2009/10 absolvierte er dann eine komplette Spielzeit in der griechischen A1 Ethniki für PAOK aus Thessaloniki. In den griechischen Meisterschafts-Play-offs schied man im Viertelfinale aus. Im Sommer 2010 konnte er sich dann mit der montenegrinischen Nationalmannschaft für die Endrunde der Basketball-Europameisterschaft 2011 in Litauen qualifizieren. In der Spielzeit 2010/11 unterschrieb er jedoch erst im Februar einen kurzzeitigen Vertrag bei Iraklis, dem Lokalrivalen von PAOK. Nach nur zwei Spielen endete der Vertrag und Drobnjak beendete seine aktive Karriere, so dass er auch nicht mehr an der EM-Endrunde teilnahm.